# Дженнингс, Гордон
Генри Гордон Дженнингс (англ. Henry Gordon Jennings; 25 июня 1896, Солт-Лейк-Сити — 11 января 1953, Голливуд, Калифорния) — американский кинематографист, специалист по спецэффектам. Многократный обладатель премии «Оскар» за лучшие визуальные эффекты, в том числе один раз совместно со старшим братом, Деверо Дженнингсом.

## Биография
Учился на инженера-механика в Европе, затем в Университете Юты. В августе 1917 года, в возрасте 21 года, записался добровольцем в 86-ю дивизию и отправился на французский фронт Первой мировой войны в качестве водителя санитарной машины. Во время отпуска в сентябре 1917 года женился на Мэри Дженевре Мак-Клилан, дочери органиста Джона Мак-Клилана. Демобилизовался из армии в 1919 году.
По совету братьев и друга в 1919 году, оставив семью на попечении родителей жены в Солт-Лейк-Сити (в 1920-е годы это брак распадётся), переехал в Голливуд, чтобы найти работу в киноиндустрии. В интервью журналу American Cinematographer Дженнингс утверждал, что его первой кинематографическим опытом стала работа в должности помощника оператора у известной актрисы и режиссёра Луис Уэбер. Его имя впервые обнаруживается в титрах фильма The Blot (1921). Но уже через два года он попадает в команду Бастера Китона, где становится вторым оператором.
Работа с Китоном помогла Дженнингсу всецело освоить технологию создания кинематографических спецэффектов. В своём первом известном фильме у Китона, «Наше гостеприимство» (1923), он участвовал в комбинированных съемках с использованием миниатюрных моделей и мэт-пэйнтинга. После Китона Дженнингс работал у Томаса Инса, для которого придумал подвижные титры. Затем его карьера в середине 1920-х годов продолжилась под руководством Сесила Демилля. В 1928 году он возглавил кинолабораторию компании Paramount, а затем — департамент специальных эффектов. Как руководитель подразделения, он указывался в фильмах в качестве создателя спецэффектов, однако, по собственному утверждению Дженнингса, это не отражало сути: работа была коллективной, только слаженная команда могла добиться успеха. Для Paramount Дженнингс выполнил свои лучшие работы: воссоздание сражения при Акциуме для фильма «Клеопатра» (1934) и имитацию катастрофы поезда для фильма «Величайшее шоу мира» (1952). Самой масштабной работой, поглотившей почти три четверти двухмиллионного бюджета, стали спецэффекты к фантастической кинокартине «Война миров» (1953).
Достижения Дженнингса были отмечены специальной премией Киноакадемии за комбинированные съёмки, вручённой в 1939 году ему и другим участникам команды фильма «Порождение севера» (англ. Spawn of the North), включая его старшего брата Деверо. За ними последовали «Оскар» за лучшие спецэффекты 1942 года за фильм «Мне нужны крылья», 1943 года за фильм «Пожнёшь бурю», 1952 года за «Когда миры столкнутся» и 1954 года за фильм «Война миров». Ещё пять раз его команда была в числе номинантов. В 1944 и 1951 годах Дженнингсу были вручены две премии Академии за технические достижения.
Дженнингс был автором многих новшеств в кинематографии. В 1934 году он запатентовал головку штатива, позволявшую вращать камеру вокруг вертикальной и горизонтальной осей; в 1936 году изобрёл устройство для печати спецэффектов; в 1944 создал штатив, уменьшавший параллакс камеры, что было важно для микросъёмки; в конце 1940-х, совместно с С. Л. Стэнклиффом, разработал электромеханическое устройство для точного повторения движений камеры — важное усовершенствования для технологии мэт-пэйнтинга.
Помимо кинематографа Дженнингс увлекался гольфом. Он регулярно участвовал в турнирах, не сделав перерыв даже в 1937 году, когда на съёмках получил травму спины и два месяца провёл в больнице. На первом турнире Американского общества кинематографистов, проходившем в 1934 году, он был включён в группу, состоявшую из лучших игроков и боровшихся за чемпионство. Гольф свёл его со второй женой, Флоренс Андерсон (1898—1982). На поле для гольфа 11 января 1953 года его настиг сердечный приступ, положивший конец жизни кинематографиста.
Гордон Дженнингс был похоронен на кладбище Форест-Лаун в Глендейле. С речью на похоронах выступил Сесил Демилль.

### Семья
- Первая жена — Мэри Дженевра, урождённая Мак-Клилан[2].
- Вторая жена — Флоренс Андерсон (1898—1982)[2].
- Дочь — Дженевра (Джедда), родилась в 1918[2].
- Сын — Джон Дуглас, (1920—1992), дантист, режиссёр, автор короткометражного фильма «Лицо Иисуса» (1950)[2].
- Брат — Деверо Дженнингс (1884—1952), специалист по спецэффектам[2].

## Избранная фильмография
- 1921 — The Blot[англ.]
- 1923 — Наше гостеприимство
- 1924 — Шерлок-младший
- 1933 — Остров доктора Моро
- 1936 — Человек с равнины
- 1934 — Клеопатра
- 1938 — Если бы я был королём
- 1939 — Порождение севера (англ. Spawn of the North)
- 1939 — Юнион Пасифик
- 1940 — Тайфун (англ. Typhoon)
- 1940 — Доктор Циклоп
- 1941 — Мне нужны крылья
- 1941 — Aloma of the South Seas[англ.]
- 1942 — Пожнёшь бурю (англ. Reap the Wild Wind)
- 1942 — Я женился на ведьме
- 1943 — So Proudly We Hail![англ.]
- 1944 — The Story of Dr. Wassell[англ.]
- 1945 — Потерянный уикэнд
- 1947 — Непобеждённый
- 1947 — Золотые серьги
- 1948 — Извините, ошиблись номером
- 1949 — Верёвка из песка
- 1951 — Когда миры столкнутся
- 1952 — Поворотная точка
- 1952 — Величайшее шоу мира
- 1953 — Война миров
- 1953 — Шейн
- 1953 — Лагерь для военнопленных № 17